# 낙민초등학교 (부산)
낙민초등학교는 대한민국 부산광역시 동래구 낙민동에 있는 공립 초등학교이다.

## 학교 연혁
- 1912년 4월 1일: 동래공립보통학교 여자부 설치
- 1925년 4월 1일: 동래제2공립보통학교 설립인가, 현 위치로 이전
- 1938년 4월 1일: 동래제2공립 심상 소학교로 개칭
- 1941년 4월 1일: 동래 제2공립 국민학교로 개칭
- 1943년 4월 1일: 유락공립국민학교로 개칭
- 1976년 3월 1일: 유락여자중학교 개교
- 1981년 3월 1일: 낙민국민학교로 재개교
- 1981년 6월 25일: 본교사 입교(개교기념일)
- 1982년 2월 19일: 제 1회 졸업식 (통합 52회)
- 1984년 3월 1일: 시교육청 지정 국민정신교육 시범학교 운영
- 1987년 12월 14일: 학교경영 우수상 수상 (교육감 표창)
- 1995년 3월 1일: 시교육청 지정 에너지 절약 시범학교 운영
- 1997년 12월 20일: 체육 우수학교 표창(교육장)
- 1998년 4월 21일: 과학교육 유공 학교 표창 (교육감)
- 2001년 3월 10일: 낙민초등학교병설유치원 개원 (2학급)
- 2004년 6월 30일: 고 이수현 동문 흉상 제막식
- 2005년 12월 31일: 정보화교육 우수학교 표창
- 2008년 12월 31일: 학교평가 우수상 시상
- 2012년 6월 26일: 개교 100주년
- 2024년3월12일:임지훈 회장 부임
- 2025년3월11일:회장 신채은 및 부회장 김동하 김민서 부임

## 참고 자료
낙민초등학교 교표:
- 낙민초등학교 - 한국교육학술정보원 학교알리미